# Poul Dalsager
Poul Christian Dalsager, född 5 mars 1929 i Hirtshals, död 2 maj 2001, var en dansk socialdemokratisk politiker och Danmarks EG-kommissionär 1981-1984. Han var jordbruksminister 1975-1978 och 1979-1981 samt fiskeriminister 1975-1977.

## Bakgrund
Poul Dalsager var son till gårdsägaren Verner Dalsager och Carla Svendsen. Fadern var medlem i Socialdemokratiet och ledamot i Hirtshals sockenstämma. Efter realexamen 1945 tog Poul Dalsager en handelsexamen 1948 och en examen som reservintendent i försvaret 1950. Han var lärling på Andelsbanken i Hjørring (1945-1949) och sedermera bankassistent (1949-1964) och bankfullmäktige (1964-?). Han var även politiskt engagerad och var lokal partiordförande i Tornby-Vidstrup (1951-1952) och Hjørring (1959-1964), samt förbundsordförande i Danmarks Socialdemokratiske Ungdom i Vendsyssel (1956-1957) och ledamot i förbundsstyrelsen. Han var även styrelseledamot i Arbejdernes Oplysningsforbund i Nordjylland (1964-1966) och representant för Hjørrings sjukkassa (1962-1973).

## Politisk karriär
Dalsager var ledamot i Hjørrings kommunfullmäktige (1959-1962) och folketingsledamot (1964-1981). Han hörde till den mer högerinriktade strömningen inom Socialdemokratiet och stod Per Hækkerup och Egon Jensen nära. Han avrådde statsminister Jens Otto Krag från att samarbeta med Socialistisk Folkeparti och var en förespråkare av ett danskt medlemskap i EG. Det fick som konsekvens att han utsågs till ordförande av Folketingets marknadsutskott (1971-1973, motsvarar dagens EU-utskott). Han var även delegat i FN:s generalförsamling (1969 & 1971) och europaparlamentariker (1973-1974), samt Europaparlamentets vice president. Han utsågs av statsminister Anker Jørgensen till jordbruks- och fiskeriminister 1975 och var betydande i arbetet det danska jordbrukets anpassning till EG:s jordbrukspolitik. För detta åtnjöt han stor respekt i lantbruksorganisationerna och i bondepartiet Venstre. Trots detta tvingades han överlämna sina ministerposter till Niels Anker Kofoed då Socialdemokratiet och Venstre bildade regering 1978-1979. Han var under denna period Socialdemokratiets gruppordförande och ordförande av Folketingets ekonomiutskott (1978-1979). Han var åter jordbruksminister 1979-1981. Fiskepolitiken utgjorde under hans mandatperiod den största stötestenen, då det uppstod konflikter med landets fiskare om de nya fiskekvoterna.
Dalsager lämnade regeringen 1981, då han tillträdde uppdraget som EG-kommissionär i jordbruksfrågor efter Finn Gundelach. Detta uppdrag innehade han till 1984, då han efterträddes av Henning Christophersen, och återvände sedan till kommunalpolitiken. 1990-1995 var han borgmästare i Hjørrings kommun.
Dalsager har även varit representant för Nordjyllands handelskammare (Erhvervsråd) och Färöarnas Realkreditinstitut (1968-1972). Han var ledamot i LO:s verkställande utskott (1978-1979) och i Radiorådet (1979) samt representant och styrelseledamot i Danmarks Nationalbank (1973-1975 & 1978-1979).